# Clèdes
Clèdes település Franciaországban, Landes megyében. Lakosainak száma 118 fő (2022. január 1.). Clèdes Geaune, Mauries, Miramont-Sensacq, Payros-Cazautets, Pimbo és Puyol-Cazalet községekkel határos.

## Népesség
A település népességének változása:
| Lakosok száma | 182  | 144  | 133  | 116  | 118  | 124  | 128  | 123  | 120  | 118  |
|               | 1968 | 1982 | 1990 | 2006 | 2013 | 2015 | 2017 | 2019 | 2020 | 2022 |